# 1956-os magyar asztalitenisz-bajnokság
Az 1956-os magyar asztalitenisz-bajnokság a harminckilencedik magyar bajnokság volt. A bajnokságot február 17. és 19. között rendezték meg Budapesten, a Nemzeti Sportcsarnokban.

## Eredmények
| Versenyszám  | Arany                                                          | Arany | Ezüst                                                     | Ezüst | Bronz | Bronz |
| ------------ | -------------------------------------------------------------- | ----- | --------------------------------------------------------- | ----- | --- | ----- |
| Férfi egyéni | Gyetvai Elemér Bp. Spartacus                                   |       | Bubonyi Zoltán Bp. Bástya                                 |       | Kóczián József Bp. BástyaSzepesi Kálmán Bp. Vörös Meteor                                                              |       |
| Női egyéni   | Farkas Gizella Bp. Vörös Meteor                                |       | Jávor Károlyné Bp. Vörös Meteor                           |       | Simon Béláné Bp. VasasKóczián Éva Bp. Vasas                                                                           |       |
| Férfi páros  | Gyetvai Elemér, Szepesi Kálmán Bp. Spartacus, Bp. Vörös Meteor |       | Sidó Ferenc, Kóczián József Bp. Vörös Meteor, Bp. Bástya  |       | Farkas József, Hámori Tibor Bp. Spartacus, Zuglói DózsaBerczik Zoltán, Földy László Vasútépítő Törekvés, Zuglói Dózsa |       |
| Női páros    | Kerekes Imréné, Jávor Károlyné Bp. Vörös Meteor                |       | Marosvölgyi Éva, Kárpáti Rózsi Bp. Spartacus, Bp. Kinizsi |       | Farkas Gizella, Kóczián Éva Bp. Vörös Meteor, Bp. VasasSimon Béláné, Gémes Anikó Bp. Vasas                            |       |
| Vegyes páros | Sidó Ferenc, Farkas Gizella Bp. Vörös Meteor                   |       | Földy László, Simon Béláné Zuglói Dózsa, Bp. Vasas        |       | Gyetvai Elemér, Kerekes Imréné Bp. Spartacus, Bp. Vörös MeteorVáradi Zoltán, Sági Adél Bp. Spartacus, Bp. Kinizsi     |       |